# Sportzentrum Anif
Sportzentrum Anif – stadion piłkarski w Anif, w Austrii. Obiekt może pomieścić 2500 widzów. Jego budowa rozpoczęła się w 1983 roku, a oficjalne otwarcie miało miejsce w dniach 19–21 lipca 1985 roku. Swoje spotkania na stadionie rozgrywają piłkarze klubu USK Anif. 29 maja 2010 roku reprezentacja Zjednoczonych Emiratów Arabskich pokonała na tym stadionie w meczu towarzyskim Mołdawię 3:2.